# Altensteinia elliptica
Altensteinia elliptica är en orkidéart som beskrevs av Charles Schweinfurth. Altensteinia elliptica ingår i släktet Altensteinia och familjen orkidéer.
Artens utbredningsområde är Peru. Inga underarter finns listade i Catalogue of Life.